# Vilsandi
Vilsandi (i äldre svenska och tyska även Filsand) är en ö i landskapet Saaremaa (Ösel) i Estland, belägen i Östersjön utanför Ösels västkust. Ön har en area på ungefär 9 km². 
Vilsandi är den västligaste bebodda ön i Estland och skiljs från Ösel av ett grunt sund. Terrängen på Vilsandi är mycket platt och öns högsta punkt är endast 9 meter över havet. Den sträcker sig 3 kilometer i nord-sydlig riktning, och 6 kilometer i öst-västlig riktning. Vilsandi har genom landhöjning förenats med flera mindre omkringliggande öar och är också på väg att växa ihop med Ösel. Ön tillhör sedan 2017 Ösels kommun, dessförinnan låg den i Kihelkonna kommun. 
Från byn Rootsiküla (betyder Svenskbyn på estniska) på halvön Papissaare utgår färjor till Vilsandi. På ön lever idag omkring sex bofasta invånare, som traditionellt försörjt sig på fiske och sjöfart. Ett fyrtorn, byggt 1809, finns på öns västra kust.
Vilsandi har sedan 1910 varit ett fågelskyddsområde och utgör sedan 1971 en del av Vilsandi nationalpark, som är känd för sitt rika sjöfågelliv.

## Galleri

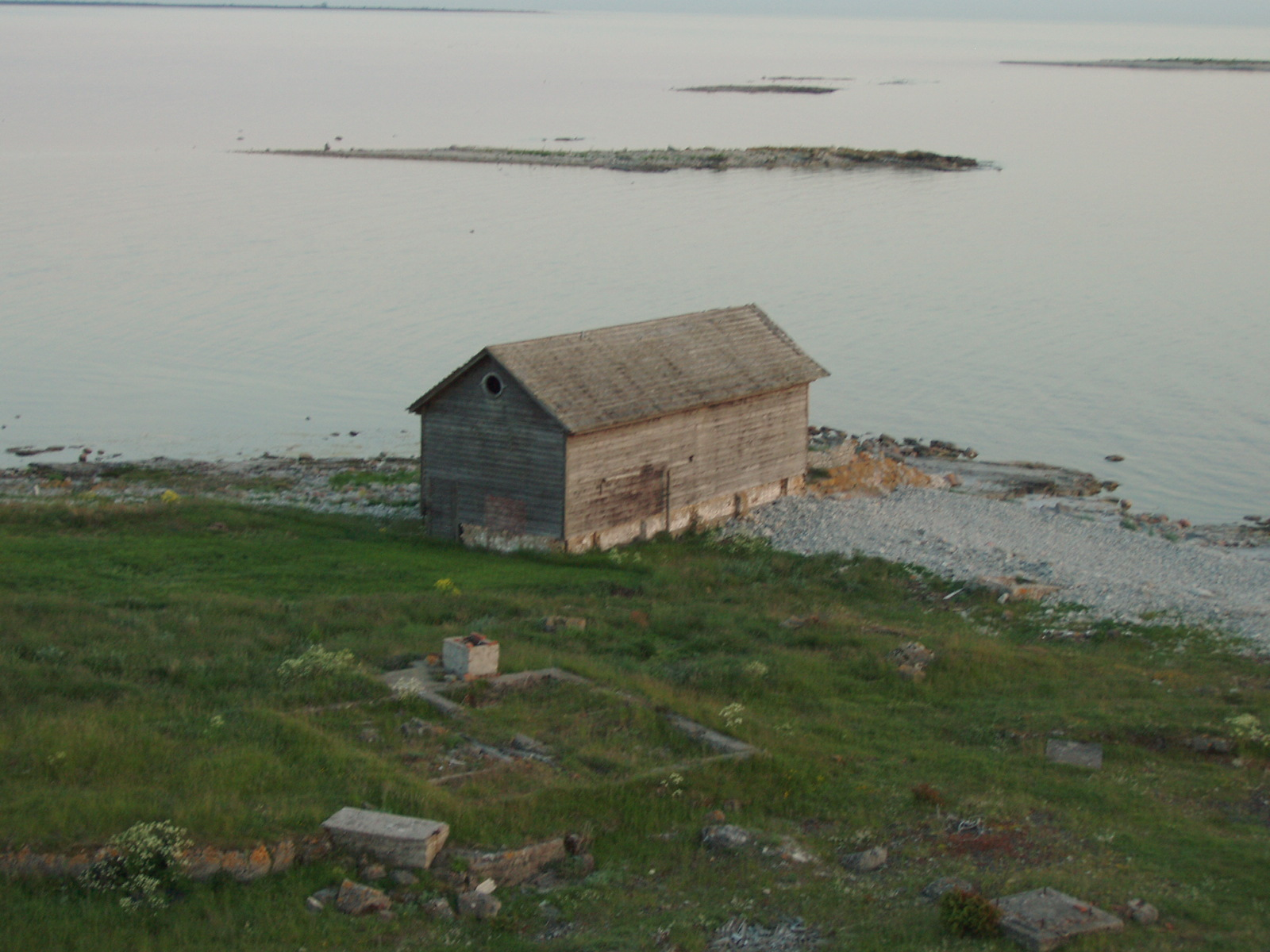
Sjöräddnings huset
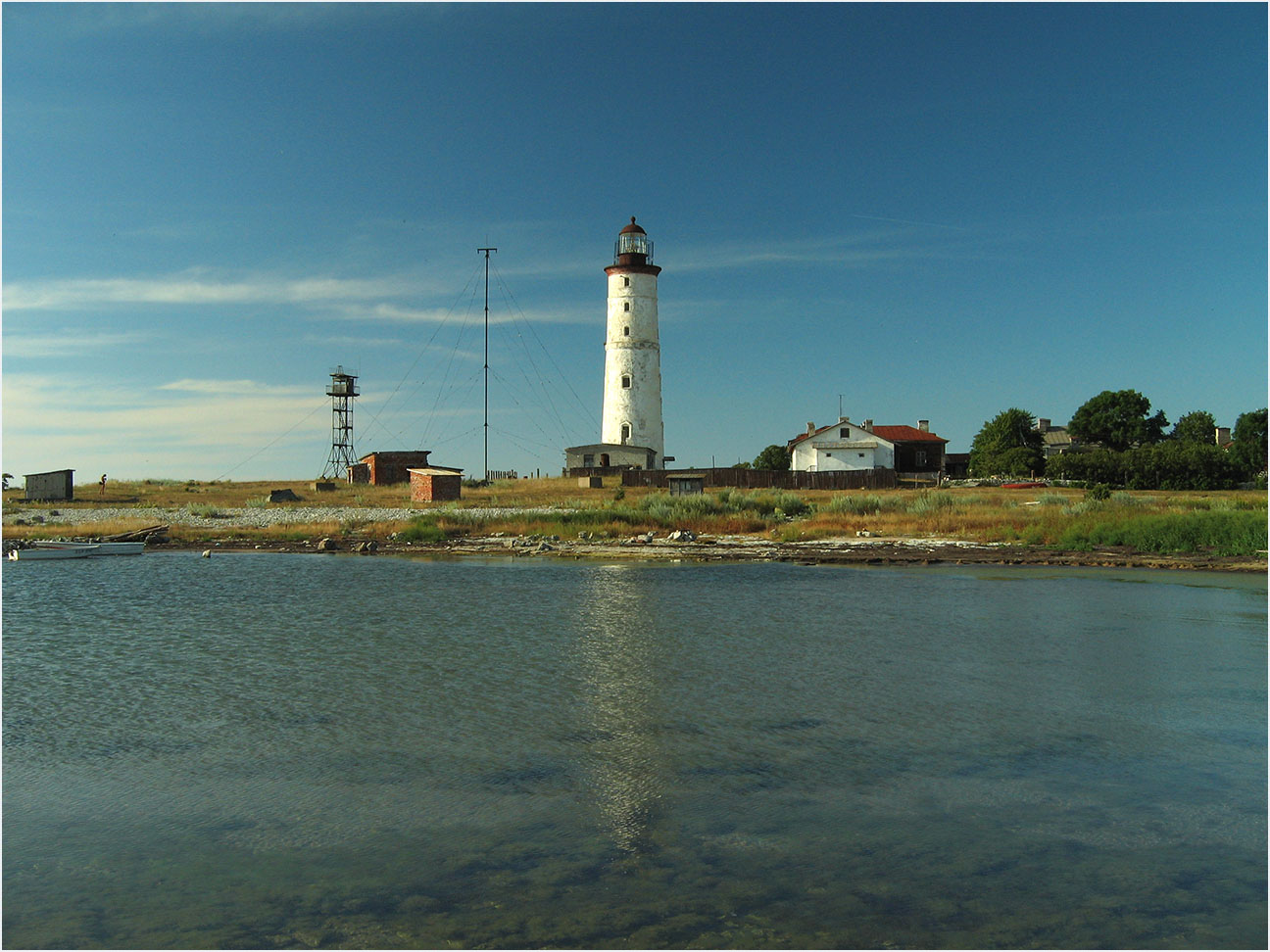
Fyrtornet
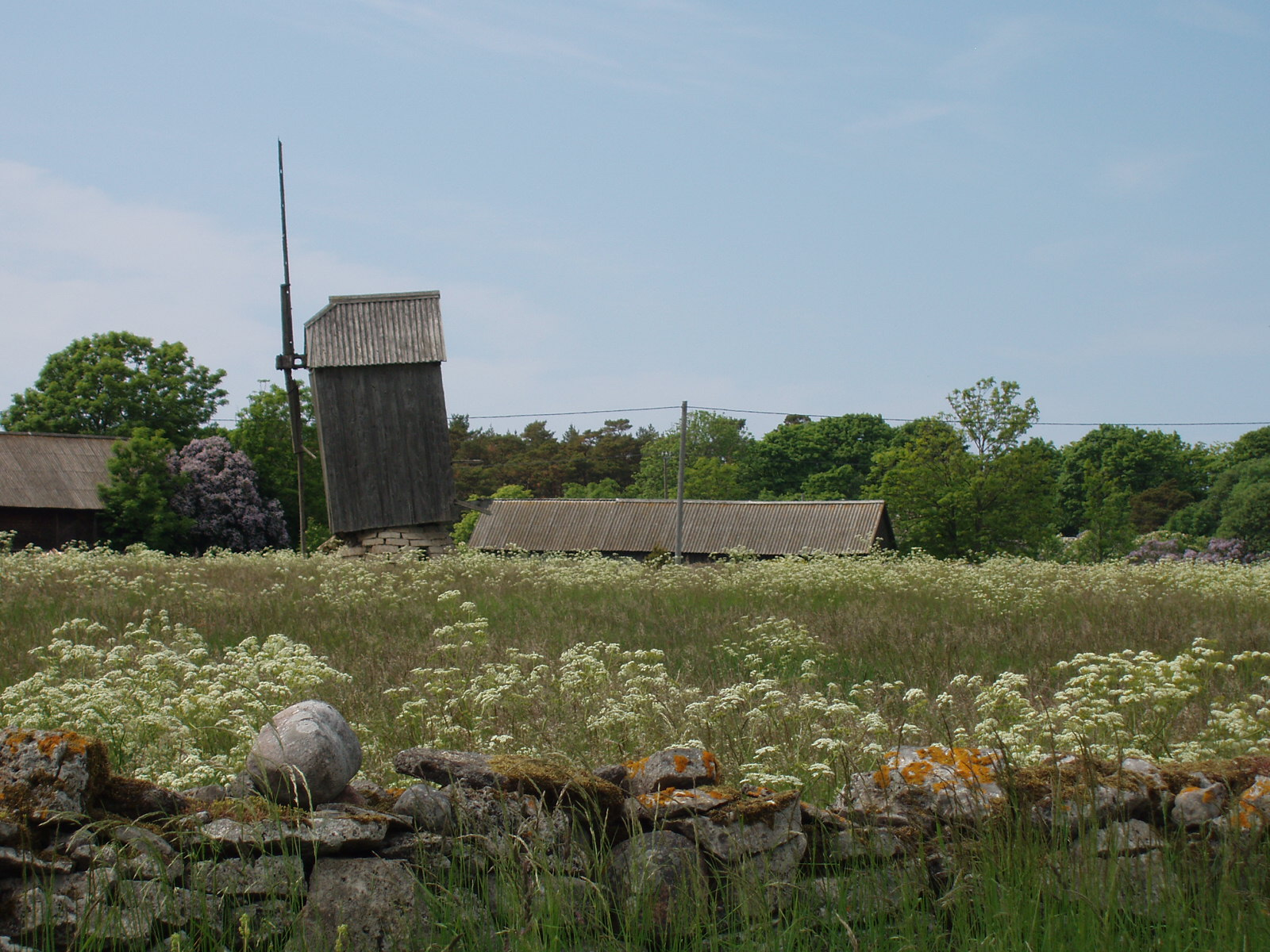
Väderkvarnar
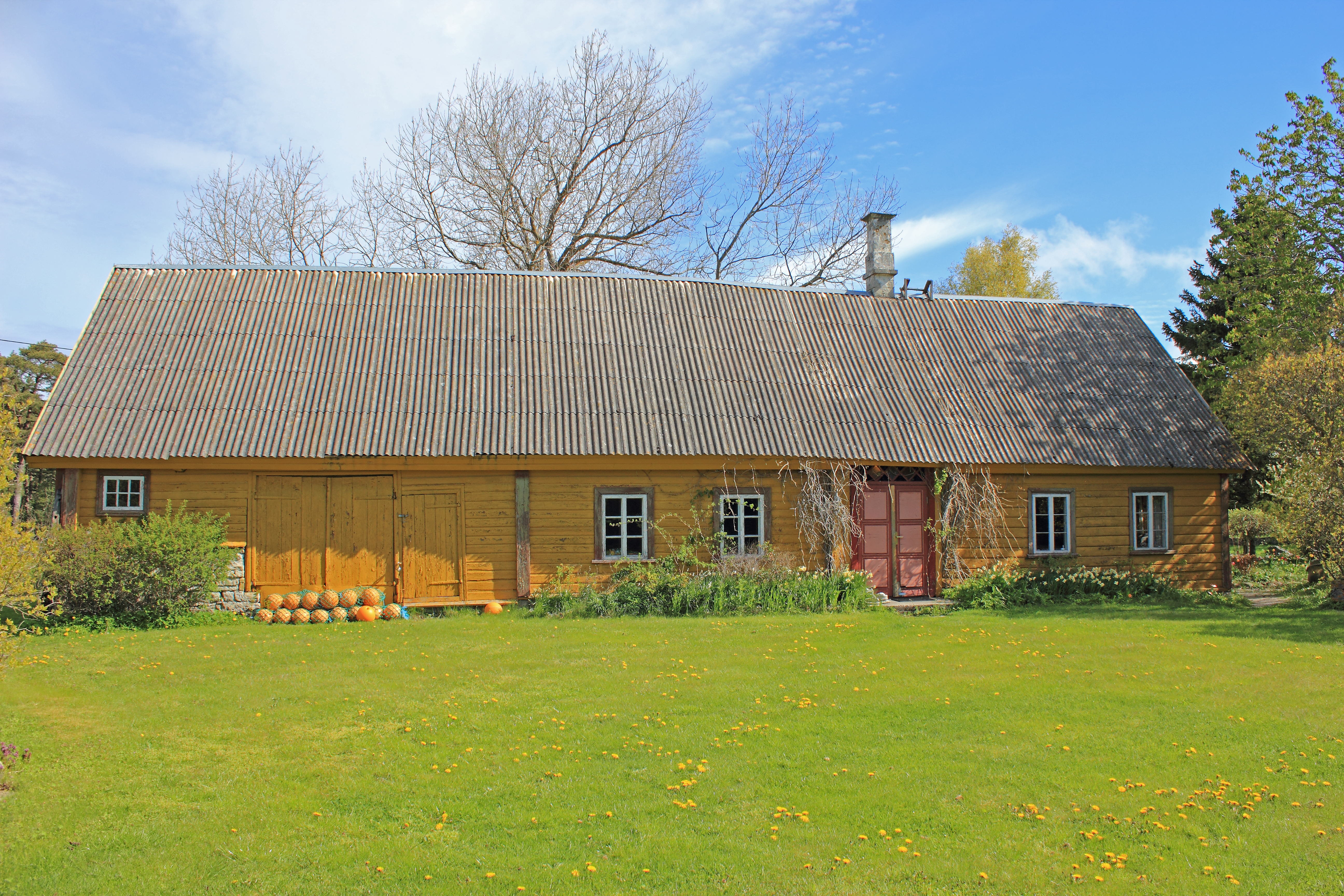
Kusti talu
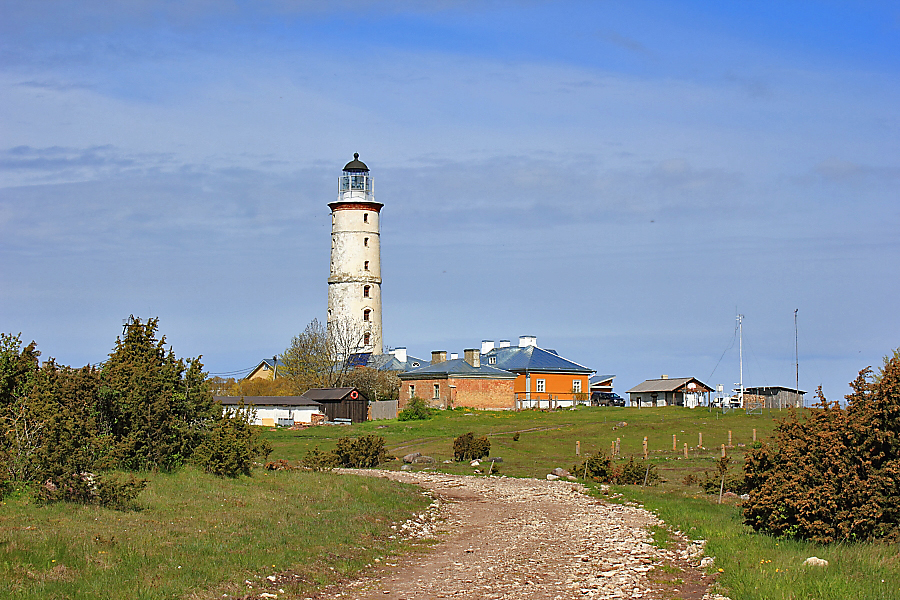
Vägen till fyrtornet
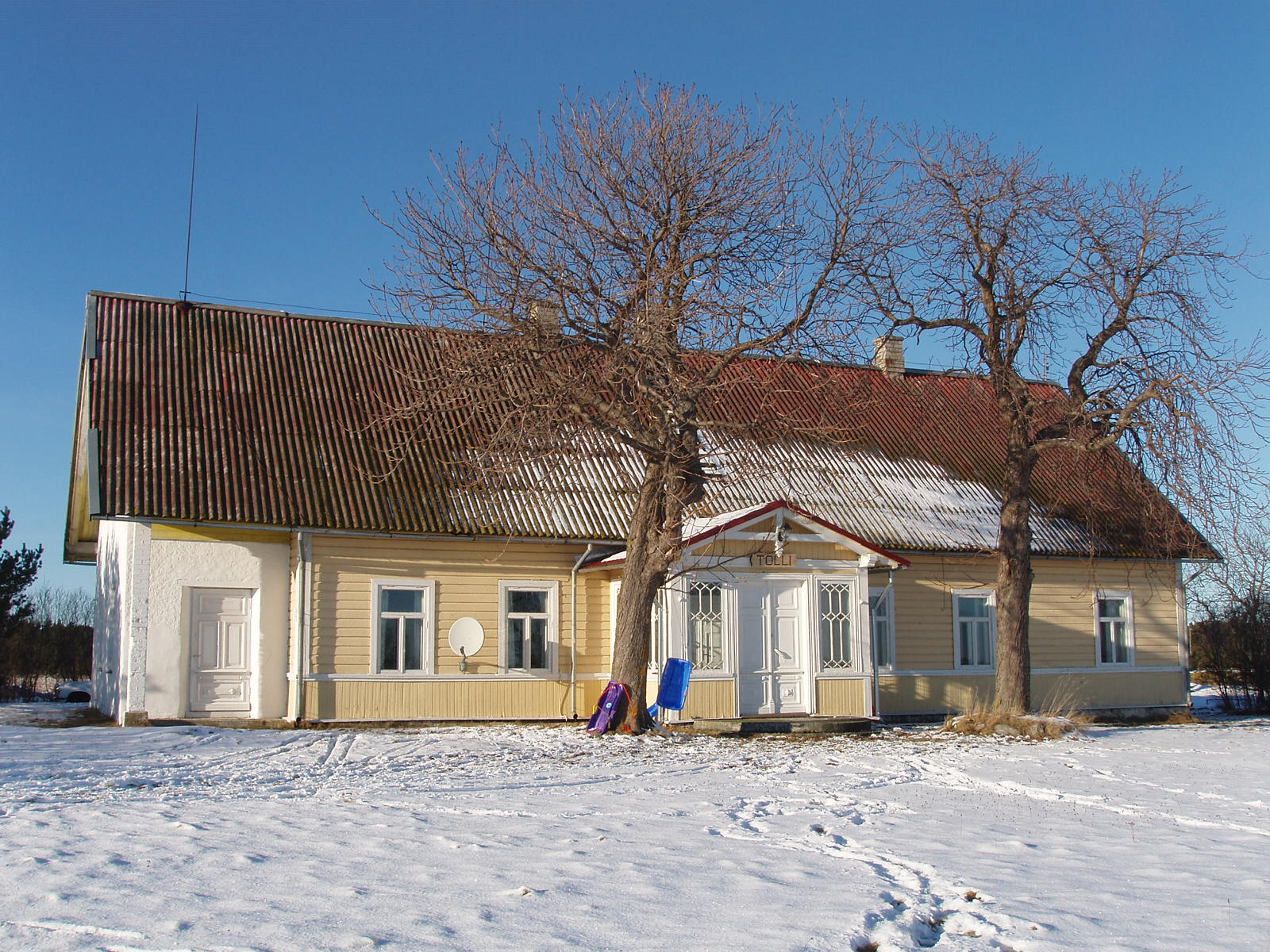
Tolli talu
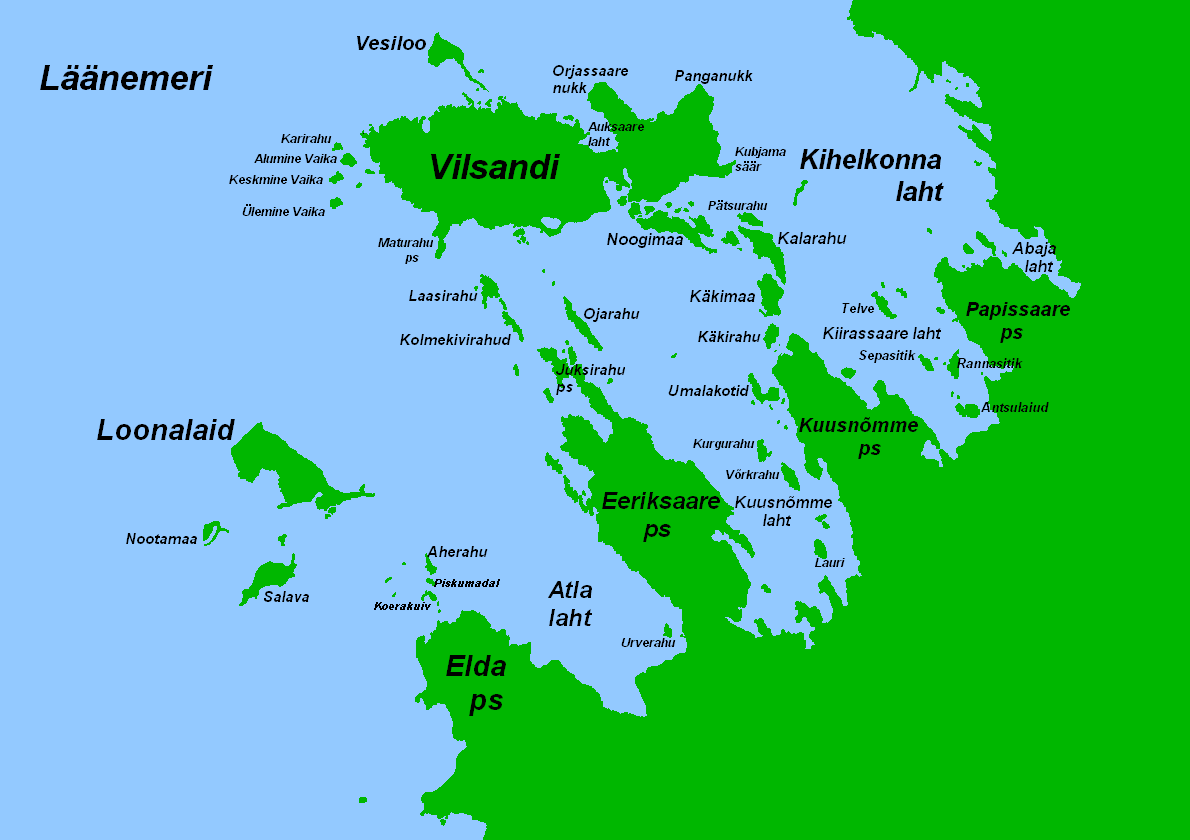
Karta över Ösels västkust inklusive Vilsandi.

### Fotnoter
1. 1 2  ”PC003: POPULATION BY PLACE OF RESIDENCE (SETTLEMENT), SEX AND AGE, 31 DECEMBER 2011” (på engelska). Eesti Statistika. http://pub.stat.ee/px-web.2001/Dialog/varval.asp?ma=PC003&lang=1. Läst 14 december 2017.
2. ↑  Vilsandi hos Geonames.org (cc-by); läst 2017-01-02